# Torero Stadium
Le Torero Stadium est un stade polyvalent de 6 000 places situé sur le campus de l'université de San Diego, en Californie.
Ouvert en 1961, il abrite les équipes de football et de football américain universitaire ainsi que le Loyal de San Diego.

## Histoire
Le stade a accueilli des matchs d'exhibition de la Major League Soccer et du championnat du Mexique de football pour le Galaxy de Los Angeles, Club Tijuana, le Toronto FC et Chivas USA.

## Utilisations
Il abrite les équipes de football et de football américain de l'université de San Diego, ainsi que le club du Loyal de San Diego.
Il a également servi de stade à domicile à la franchise de rugby du Legion de San Diego (MLR) et à l'équipe féminine de football des Wave de San Diego (NWSL) pendant la majeure partie de sa saison inaugurale 2022, avant que l'équipe ne déménage au Snapdragon Stadium, le nouveau stade de l'université d'État de San Diego, qui a ouvert ses portes en septembre 2022.

## Galerie

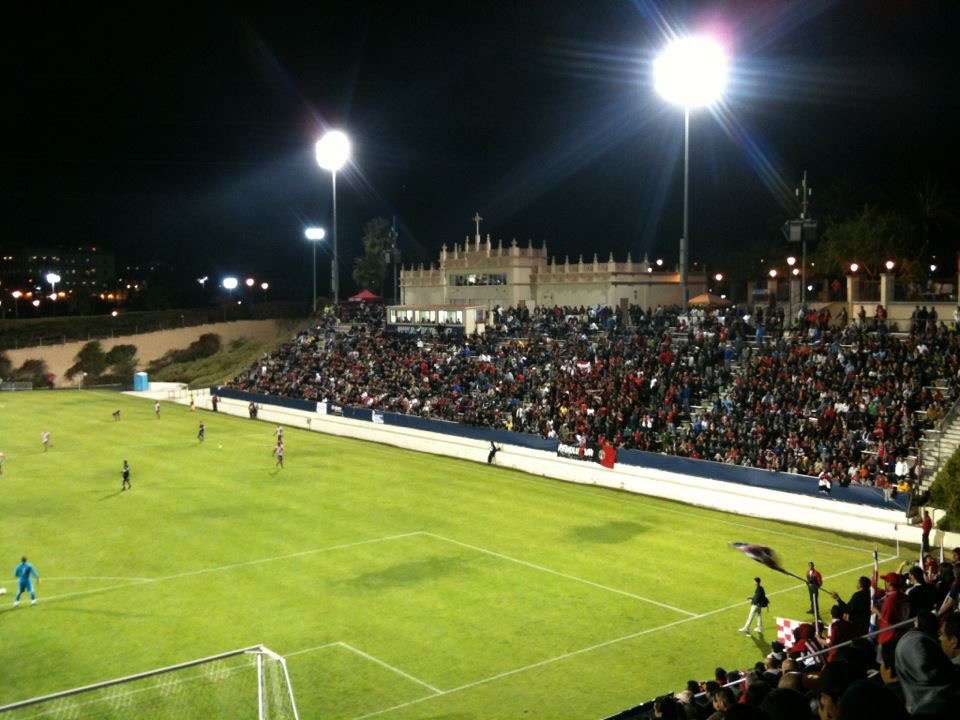
Rencontre de football au Torero Stadium (2014).